# Pôrto Barra do Ivinheima
Pôrto Barra do Ivinheima är en ort i Brasilien.   Den ligger i kommunen Naviraí och delstaten Mato Grosso do Sul, i den södra delen av landet, 1 000 km sydväst om huvudstaden Brasília. Pôrto Barra do Ivinheima ligger 234 meter över havet och antalet invånare är 14 527.
Terrängen runt Pôrto Barra do Ivinheima är mycket platt. Det finns inga andra samhällen i närheten.
Trakten runt Pôrto Barra do Ivinheima består huvudsakligen av våtmarker. Runt Pôrto Barra do Ivinheima är det glesbefolkat, med 13 invånare per kvadratkilometer.